# Duchovní kantáty (album, Kvěch, Dvořák)
Duchovní kantáty je první album svého druhu. V početné diskografii barytonisty Ivana Kusnjera navazuje na premiérový záznam kantáty Juda Maccabeus (Bodorová) premiérou Requiem temporalem (Kvěch). Zároveň doplňuje Kusnjerova alba dalších světských kantát (Gilgameš, Svatební košile, Epilog, Carmina burana), jeho operní komplety (Dalibor, Vanda, Dimitrij, Rusalka, Šárka, Osud, Příhody lišky Bystroušky, Věc Makropulos, Výlety páně Broučkovy, Večer tříkrálový, Čím lidé žijí) a alba písňových recitálů (Dvořák, Janáček, Foerster, Eben). Album spojuje dvě závažná díla, mezi jejichž vznikem leží celé století. Vrcholí chvalozpěvem Te Deum (Dvořák), komponovaným k 400. výročí objevení Ameriky. Zhudebněný obsah obou děl přitom vytváří jednolitý oblouk od starozákonní představy, že „všechno je marnost“ přes záblesk jistoty v biblických slovech „pouštěj chléb svůj po vodě, po létech najdeš jej“ po abrosiánské „Tebe, Bože, chválíme“. Pěvecký výkon protagonisty kantát Ivana Kusnjera obě díla nejen spojuje, ale dodává jejich vyznění výrazovou naléhavost a pěveckou brilanci. Rovněž další sólisté, sbory, komorní soubory, orchestr a dirigenti podávají v obou živých nahrávkách pozoruhodné výkony. Album vyjde v roce 2019.

## Obsazení

### Requiem temporalem
Requiem temporalem je záznam Českého rozhlasu z festivalu Pražské premiéry ve Dvořákově síni Rudolfina 16. března 2009.
- Ivan Kusnjer - baryton
- Jiří Brückler - baryton
- Josef Škarka - bas
- Kühnův smíšený sbor, sbormistr Marek Vorlíček
- Kühnův dětský sbor, sbormistr Jiří Chvála
- Dechové kvinteto Academia
- Žesťové kvinteto SOČR
- Heroldovo kvarteto
- Irena Chřibková - varhany
- Symfonický orchestr Českého rozhlasu, dirigent Jiří Malát

### Te Deum
Te Deum je záznam Českého rozhlasu z provedení při 59. ročníku Pražského jara v katedrále sv. Víta 21. května 2004.
- Regina Renzowa Jürgens - soprán
- Ivan Kusnjer - baryton
- Kühnův smíšený sbor, sbormistr Jan Rozehnal
- Symfonický orchestr Českého rozhlasu, dirigent Vladimír Válek

## Seznam skladeb
| Otomar Kvěch - Requiem temporalem | Otomar Kvěch - Requiem temporalem                                                            | Otomar Kvěch - Requiem temporalem | Otomar Kvěch - Requiem temporalem |
| Pořadí                            | Název                                                                                        | Interpret | Délka                             |
| --------------------------------- | -------------------------------------------------------------------------------------------- | --- | --------------------------------- |
| 1.                                | Introitus et Kyrie                                                                           | orchestr, varhany, smíšený sbor | 6:06                              |
| 2.                                | O mladosti                                                                                   | dechové kvinteto, dětský sbor, orchestr | 4:13                              |
| 3.                                | Sekvence I                                                                                   | orchestr, smíšený sbor | 3:34                              |
| 4.                                | O moudrosti                                                                                  | varhany, baryton a basbaryton | 3:41                              |
| 5.                                | Sekvence II                                                                                  | orchestr, ženský sbor | 2:48                              |
| 6.                                | O obžerství                                                                                  | žesťové kvinteto, mužský sbor, Kazatel, orchestr                                                                                             | 4:02                              |
| 7.                                | Sekvence III                                                                                 | orchestr, varhany, smíšený sbor | 7:47                              |
| 8.                                | Ofertorium (O nespravedlnosti, Hostias)                                                      | orchestr, ženský sbor, dechové kvinteto, bicí nástroje, žesťové kvinteto, varhany, baryton a basbaryton, dětský sbor, orchestr, smíšený sbor | 11:00                             |
| 9.                                | Sanctus (Benedictus, Dvojitá fuga s citáty z klasických děl, O nesčetných dílech, Agnus Dei) | orchestr, smíšený sbor, dechové a žesťové kvinteto, varhany, mužský a dětský sbor                                                            | 14:15                             |

| Antonín Dvořák - Te Deum | Antonín Dvořák - Te Deum     | Antonín Dvořák - Te Deum | Antonín Dvořák - Te Deum |
| Pořadí                   | Název                        | Interpret                | Délka                    |
| ------------------------ | ---------------------------- | ------------------------ | ------------------------ |
| 10.                      | I. Allegro moderato maestoso | smíšený sbor, soprán     | 5:46                     |
| 11.                      | II. Lento maestoso           | baryton, sbor            | 4:49                     |
| 12.                      | III. Vivace                  | sbor                     | 2:26                     |
| 13.                      | IV. Lento                    | soprán, sbor, baryton    | 5:28                     |
| Celková délka:           | Celková délka:               | Celková délka:           | 76:09                    |

## Texty skladeb

### Otomar Kvěch- Requiem temporalem
Slova latinské liturgie Requiem æternam a skladatelův výběr veršů z knihy Kazatel a z Žalmů v kralickém překladu.

#### Introitus et Kyrie
(orchestr, varhany, smíšený sbor)
| Requiem dona eis Domine! Et lux perpetuam luceat eis. Te decet hymnus Deus in Sion et Tibi reddetur votum in Jerusalem. Exaudi orationem meam. Ad Te omnis caro veniet. Requiem dona eis Domine! Kyrie eleison, Christe eleison. | Odpočinutí dej jim, Pane! A světlo věčné ať jim svítí. Bože, Tobě patří chvalozpěv na Sionu a Tobě ať je splněn slib v Jeruzalémě. Vyslyš modlitbu mou. K Tobě přijde každý člověk. Dej jim odpočinutí, Pane! Pane, smiluj se, Kriste, smiluj se. |

#### O mladosti
(dechové kvinteto, dětský sbor)
| Raduj se, mládenče, v mladosti své a nechť tě obveseluje srdce tvé ve dnech mladosti tvé. Choď po cestách srdce svého a podle žádostí očích svých, s radostí jez chléb svůj, pij s veselou myslí víno své. Živ buď s milenou manželkou, kterou sis zamiloval, po všechny dni života marnosti své, prvé, než nastanou dnové zlí a přiblíží se léta o nichž díš: Nemám v nich zalíbení! |

Kazatel 11/9; 9/7; 9/9; 12/1
Kazatel (orchestr)
| Neboť dětinství a mladost – marnost jest. |

Kazatel 11/10

#### Sekvence I
(orchestr, smíšený sbor)
| Dies iræ, dies illa solvet sæclum in favilla – teste David cum Sibyla. Quantus tremor est futurus, quando iudex est venturus, cunta stricte discussurus. Tuba mirum spargens sonum per sepulcra regionum coget omnes ante thronum. Mors stupebit et natura, cum ressurget creatura iudicanti responsura. Liber scriptus proferetur, in quo totum continetur, unde mundus iudicetur. Dies iræ, dies illa solvet sæclum in favilla. – Iudex ergo cum sedebit, quidquid latet apperebit, nil inultum remanebit. | Ve dni hněvu, v den ten lkavý svět se změní v popel žhavý – David, Sibyla tak praví. Strašná hrůza lidstvo schvátí, až se věčný soudce vrátí, všechny účty vyrovnati. Polnice zvuk pronikavý žene z hrobů četné davy, před soudcovský trůn je staví. Smrt i tvorstvo žasem trnou, jak se zevšad lidé hrnou k soudci, mnozí s hříchů skvrnou. Přinesena psaná kniha, v ní je všecka hříchů tíha, podle ní trest lidi stíhá. Ve dni hněvu, v den ten lkavý svět se změní v popel žhavý. A když soudce k soudu vstane, zjeví se vše ukrývané, nic bez trestu nezůstane. |

#### O moudrosti
(varhany, baryton a basbaryton)
| Přiložil jsem já mysl svou, abych poznal moudrost a umění. Všechno jsem přeběhl myslí svou, abych poznal a vynalezl moudrost, rozumnost, však i hloupost, svévoli. Všecko zkusil jsem moudrostí svou. Řekl jsem já: Předčím moudrostí! Ale moudrost vzdálila se ode mne. |

Kazatel 1/17; 7/25; 7/23
Kazatel
| Ne, nemůže člověk všeho na světě vystihnout. Jest moudrost marnost. Marnost. |

Kazatel 8/17; 2/15

#### Sekvence II
(orchestr, ženský sbor)
| Quid sum miser, tunc dicturus quem patronum rogaturus, cum vix iustus sit securus? Ingemisco tamquam reus, culpa rubet vultus meus, supplicanti parce, Deus. Recordare, Jesu pie, quod sum causa tuæ viæ, ne me perdas illa die. Quarens me sedisti lassus, redemisti crucem pasus, tantus labor non sit casus. Qui Mariam absolvisti et latronem exaudisti, mihi quoque spem dedisti. Quid sum miser tunc dicturus, quem patronum rogaturus. Preces meæ non sunt digne, sed tu bonus fac benigne, perenni cremer igne. | Co pak, chudák, řeknu? – Běda! Obhájce se najít nedá. Vždyť i ctnostný pomoc hledá. Bolestně svou cítím vinu, úpím, rdím se, hanbou hynu. Prosím, odpusť, Bože synu! Rozpomeň se, Pane milý: kvůli mně šels k svému cíli; nezatrať mě v oné chvíli! Tys mě hledal do umdlení, snášels kříže utrpení; kéž to pro mne marné není! Marii dals rozhřešení, lotr došel vyslyšení, i já doufám v odpuštění. Co pak, chudák, řeknu? – Běda! Obhájce se najít nedá. Moje prosby málo platí, ty však můžeš z lásky dáti, že mě oheň nezachvátí. |

#### O obžerství
(žesťové kvinteto, mužský sbor, Kazatel, orchestr)
| I řekl jsem srdci svému: zkusím tě ve veselí. Zdaliž není chvalitebné při člověku jísti a píti a učiniti životu svému pohodlí? Jak veliké skutky činil jsem! Stavěl domy, štípil vinice, já vzdělal zahrady. Nashromáždil jsem klínotů. Způsobil jsem sobě zpěváky a zpěvákyně a jiné rozkoše synů lidských způsobil jsem. Chválil jsem veselí. Což není dobré jíst a pít? |

Kazatel
| Co má člověk z kvaltování srdce svého? |

Mužský sbor
| Jíst a pít! |

Kazatel
| Z honičky za žádostmi! |

Mužský sbor
| Ale jakž jsem se ohlédl na všechny skutky své – všechno marnost! Nic užitečného. |

Kazatel 2/1; 2/24; 2/4; 2/5; 2/8; 2/22; 2/11

#### Sekvence III
(orchestr, varhany, smíšený sbor)
| Dies iræ, dies illa solvet sæclum in favilla – teste David cum Sibyla. Rex tremendæ majestatis, qui salvandos salvas gratis, salve me, fons pietatis. Confutatis maledictis, flammis acribus addictis, voca me cum benedictis. Inter oves locum præsta et ab hædis me sequestra statuens in parte dextra. Iuste iudex ultionis, donum fac remissionis ante diem rationis. Donum fac remissionis. Oro suplex et acclinis cor contritum quasi cinis: gere curam mei finis. Lacrimosa dies illa, qua resurget ex favilla – iudicandus homo reus. Huic ergo parce, Deus. Pie Jesu Domine, dona eis requiem. Amen. | Ve dni hněvu, v den ten lkavý svět se změní v popel žhavý – David, Sibyla tak praví. Králi hrůzné velebnosti, dárce věčné blaženosti, spas mě, zdroji slitování! Trest až vyřkneš zlořečeným, v oheň věčný zavrženým, přidruž mě k svým vyvoleným. Kéž jsem potom ovcí věrnou od zlých kozlů oddělenou, po pravici postavenou. Soudce přísný, splň mé přání: s hříšníkem měj slitování dřív, než dojde k zúčtování. S hříšníkem měj slitování. V žalu se má hlava sklání, snažně prosím bez ustání: dej mi šťastné umírání. V den, kdy hříšník k soudu vstane z hrobového svého lože, – toho potom ušetř, Bože! Dopřej, Pane Ježíši, zemřelým klid nejvyšší. Staniž se. |

#### Ofertorium
(orchestr, ženský sbor)
| Domine Jesu Christe, Rex gloriæ, libera animas omnium fidelium defunctorum de pœnis inferni et de profundo lacu. Libera eas de ore leonis, neabsorbeat eas tartarus, necadant in obscurum. | Pane Ježíši Kriste, Králi slávy, vysvoboď duše všech zemřelých věřících z útrap v podsvětí a ze závratné hlubiny. Vytrhni je ze lví tlamy, ať je nepohltí pekelná propast, ať se nezřítí do tmy. |

(smíšený sbor)
| Sed signifer sanctus Michael represantet eas in lucem sanctam, quam olim Abrahæ, promisisti et semini ejus. Libera eas de ore leonis, neabsorbeat eas tartarus, necadant in obscurum. Rex gloriæ, Domine Jesu Christe, libera animas omnium fidelium defunctorum de pœnis inferni et de profundo lacu. | Nýbrž ať je vojevůdce svatý Michael uvede do svatého světla, které jsi kdysi zaslíbil Abrahámovi a jeho potomstvu. Vytrhni je ze lví tlamy, ať je nepohltí pekelná propast, ať se nezřítí do tmy. Králi slávy, Pane Ježíši Kriste, vysvoboď duše všech zemřelých věřících z útrap v podsvětí a ze závratné hlubiny. |

##### O nespravedlnosti
(dechové kvinteto, bicí nástroje, žesťové kvinteto, varhany, baryton a basbaryton, dětský sbor, orchestr)
Baryton a basbaryton
| Viděl jsem všeliká soužení aj, slzy, křivdu utiskovaných. Viděl jsem nespravedlnost. Trpící nemají potěšitele. Nemají moci k vyjití z rukou sužovatele. Je nátisk chudého. |

Dětský sbor
| Bývá spravedlivý, kterýž hyne s spravedlivostí svou. |

Mužský sbor
| Blázen bývá postavený v důstojnosti veliké. |

Dětský sbor
| Tolikéž bývá svévolník, kterýž dlouho živ jest v zlobě své. |

Mužský sbor
| Kdežto schopní sedávají v nízkosti. |

Baryton a basbaryton
| Ne ortel ihned dochází pro skutek zlý, protož vroucí srdce lidí pro zlé věci. |

Baryton a basbaryton, dětský sbor, mužský sbor
| Viděl jsem všeliká soužení. Aj, slzy, křivdu utiskovaných. |

Kazatel
| Pročež mrzí mne tento život, neboť se mi nelíbí nic, což se děje pod sluncem. |

Kazatel 4/1; 5/8; 2/17; 7/15; 10/6; 7/15; 8/11

##### Hostias
(orchestr, smíšený sbor)
| Hostias et preces Tibi, Domine, laudis offerimus, Tu suscipe pro animabus illis, quarum hodie memoriem faciemus. Fac eas, Domine, de morte transire ad vitam quam olim Abrahæ, promisisti et semini ejus. | Obětní dary a modlitby, Tobě, Pane, k chvále přinášíme. Přijmi je za ty duše, na které dnes vzpomínáme. Dej, Pane, ať přejdou ze smrti do života, jak jsi to kdysi přislíbil Abrahámovi a jeho potomstvu. |

#### Sanctus
(orchestr, smíšený sbor)
| Sanctus, Sanctus, Sanctus Dominus, Deus Sabaoth. Pleni sunt cœli et terra gloria Tua. Hosanna in excelsis. | Svatý, Svatý, Svatý Pán, Bůh zástupů. Nebe i země jsou plny Tvé slávy. Sláva na výstostech. |

##### Benedictus
| Benedictus qui venit in nomine Domini. Hosanna! | Požehnaný, jenž přichází ve jménu Páně. Sláva! |

##### Dvojitá fuga s citáty z klasických děl
(orchestr, dechové a žesťové kvinteto, varhany)

##### O nesčetných dílech
(smíšený sbor, mužský a dětský sbor, orchestr, dechové a žesťové kvinteto, a varhany)
| Jak nesčetná jsou díla Tvá, Hospodine! Jak nesčetná jsou myšlení Tvá, Hospodine! Alleluja! Plná jest země bohatství Tvého! Zpívati budu, pokud mne stává. Jáť budu na nástroji hudebním slaviti pravdu. Alleluja! |

Žalmy 104/24; 92/6; 104/24; 146/2; 71/22
Kazatel
| Marnost, všechno marnost nad marnostmi! |

##### Agnus Dei
(smíšený sbor, mužský a dětský sbor)
| Agnus Dei, qui tollis peccata mundi, miserere nobis! | Beránku Boží, který snímáš hříchy světa, smiluj se nad námi! |

Kazatel
| Marnost! Marnost! |

(smíšený sbor, mužský a dětský sbor)
| Agnus Dei, qui tollis peccata mundi, miserere nobis! | Beránku Boží, který snímáš hříchy světa, smiluj se nad námi! |

Kazatel
| Všechno marnost! |

(smíšený sbor, mužský a dětský sbor)
| Dona nobis pacem! | Daruj nám pokoj! |

Kazatel
| Dona nobis requiem! | Dej nám odpočinutí! |

(tutti)
| Requiem sempiternam! | Odpočinutí věčné! |

| Quia pius es, Domine. Lux æternam luceat eis, Domine. Cum santis tuis in æternum qui pis est. | Neboť jsi dobrý, Pane. Věčné světlo ať jim svítí, Pane. S tvou svatostí na věčnosti, neboť jsi dobrý. |

Kazatel
| Každé dobré dílo jest k závisti jedněch druhým. Jest to marnost, trápení ducha. Jaký užitek má člověk z práce své? Není práce, ani důmyslu, umění, ani moudrosti v hrobě, do něhož se béřeš. |

Kazatel 4/4; 1/14; 1/3; 9/10
(ženský a mužský sbor, baryton a basbaryton)
| Marnost! |

Hlas z dáli (dětský sbor, smyčcové kvarteto)
| Pouštěj chléb svůj po vodě, nebo po mnohých dnech najdeš jej. Všecko, což by předsevzala ruka tvá, podle své možnosti konej! Všechno dílo postaveno bude před soud! I vše, co je utajeno, ať dobré či zlé. |

Kazatel 11/1; 9/10; 12/14

### Antonín Dvořák- Te Deum
Slova chvalozpěvu připisovaného svatému Ambrožovi a svatému Augustinovi, překlad RNDr. Jan Králík, CSc., jiný překlad např. Te Deum laudamus.

#### I. Allegro moderato maestoso
(smíšený sbor)
| Te Deum laudamus. Te Dominum confitemur. Te æternum Patrem omnis terra veneratur. Tibi omnes Angeli, Tibi cœli et universæ potestates, Tibi Cherubim et Seraphim incessabili voce proclamant: Sanctus, Sanctus, Sanctus, Dominus Deus Sabaoth. | Tebe, Bože, chválíme. Tebe, Pane, vyznáváme. Tebe, věčný Otče, celá země oslavuje. K Tobě všichni andělé, k Tobě nebesa i veškerá moc světa, k Tobě cherubové i serafové bez ustání volají: Svatý, Svatý, Svatý, Pán Bůh zástupů. |

#### II. Lento maestoso
(baryton)
| Tu Rex gloriæ, Christe, Tu Patris sempiternus es Filius. Tu ad liberandum suscepturus hominem, non horruisti Virginis uterum. Tu, devicto mortis aculeo, aperuisti credentibus regna cælorum. | Ty, Králi slávy, Kriste, Ty Otcův věčný jsi Syn. Ty pro vykoupení stal ses člověkem, nezalekl ses lůna Panny. Ty, překonav osten smrti, otevřels věřícím království nebes. |

(sbor)
| Te ergo quasæmus, Tuis famulis subveni: quos pretioso sangue redemisti. | Ty proto nás, Tvé služebníky, pozvedni: nás, jež jsi drahocennou krví vykoupil. |

(baryton)
| Tu ad dexteram Dei sedes, in gloria Patris. Iudex crederis esse venturus. | Ty, jenž po pravici Boha sedíš ve slávě Otcově. Soudcem nám jednou budeš. |

(sbor)
| Te ergo quasæmus, Tuis famulis subveni: quos pretioso sangue redemisti. | Ty proto nás, Tvé služebníky, pozvedni: nás, jež jsi drahocennou krví vykoupil. |

#### III. Vivace
(sbor)
| Æterna fac cum sanctis Tuis in gloria numerari. Salvum fac populum Tuum, Domine, et benedic hereditati Tuæ. Et rege eos, et extolle illos usque in æternum. Per singulos dies benedicimus Te et laudamus nomen Tuum in sæculum æculi. | Do věčné slávy se Svými svatými uveď mnohé. Zachraň Svůj lid, Pane, a žehnej dědictví Svému. A veď a pozvedej je neustále, věčně. Každodenně blahořečíme Tobě a chválíme jméno Tvé ustavičně, na věky věků. |

#### IV. Lento
(soprán)
| Dignare, Domine, die isto sine peccato nos custodire. | Smiluj se, Pane, neboť nás vyvádíš z hříchu. |

(sbor)
| Miserere nostri Domine. | Smiluj se nad námi, Pane. |

(soprán)
| Fiat misericordia Tua, Domine, super nos, quemadmodum speravimus in Te. In Te, Domine, speravi: non confundar in æternum. | Kéž spočine milosrdenství Tvé, Pane, na nás, kteří doufáme v Tebe. V Tebe, Pane, doufáme. Nezatrať nás provždy. |

(soprán a baryton)
| Benedicamus Patrem et Filium cum Sancto Spiritu. Laudemus et superexaltemus eum in sæcula. | Dobrořečme Otci i Synu i Duchu Svatému. Chvalme a velebme jej na věky. |

(tutti)
| Alleluja! | Sláva! |